# National League B 2016/17
Die Spielzeit 2016/17 war die 70. reguläre Austragung der National League B, der zweiten Spielklasse im Schweizer Eishockeysport. Die Saison umfasste diesmal 48 Qualifikationsrunden, 2015/16 waren es noch deren 45 gewesen. 
Die Saison begann am 9. September 2016 und endete am 12. Februar 2017. Die Play-offs begannen am 17. Februar 2017.

## Teilnehmer
Neu mit dabei waren die HCB Ticino Rockets und die EVZ Academy.
| Team                      | Standort          | Eishalle                      | Kapazität |
| ------------------------- | ----------------- | ----------------------------- | --------- |
| HC Ajoie                  | Porrentruy        | Patinoire du Voyeboeuf        | 4’200     |
| HC La Chaux-de-Fonds      | La Chaux-de-Fonds | Patinoire des Mélèzes         | 7’200     |
| SC Langenthal             | Langenthal        | Eishalle Schoren              | 4’320     |
| GCK Lions                 | Küsnacht          | KEK Küsnacht                  | 2’800     |
| EHC Olten                 | Olten             | Eisbahn Kleinholz             | 6’500     |
| SC Rapperswil-Jona Lakers | Rapperswil-Jona   | St. Galler Kantonalbank Arena | 6’100     |
| HC Red Ice                | Martigny          | Forum d'Octodure              | 3’520     |
| Hockey Thurgau            | Weinfelden        | Güttingersreuti               | 3’100     |
| EHC Visp                  | Visp              | Litterna-Halle                | 4’300     |
| EHC Winterthur            | Winterthur        | Zielbau Arena                 | 2’496     |
| HCB Ticino Rockets        | Biasca            | Raiffeisen BiascArena         | 3’800     |
| EVZ Academy               | Zug               | Academy Arena                 | 1’500     |

## Hauptrunde

### Tabelle
Abkürzungen: S = Siege, N = Niederlagen, OTS = Siege nach Verlängerung oder Penaltyschiessen, OTN = Niederlagen nach Verlängerung oder Penaltyschiessen, TVH = Torverhältnis
| Rang | Verein                    | Spiele | S  | N  | OTS | OTN | Tore    | TVH | Punkte |
| ---- | ------------------------- | ------ | -- | -- | --- | --- | ------- | --- | ------ |
| 01.  | SC Langenthal             | 48     | 32 | 8  | 6   | 2   | 181:105 | +76 | 110    |
| 02.  | HC La Chaux-de-Fonds      | 48     | 30 | 9  | 3   | 6   | 198:137 | +61 | 102    |
| 03.  | HC Red Ice                | 48     | 26 | 13 | 6   | 3   | 152:115 | +37 | 93     |
| 04.  | SC Rapperswil-Jona Lakers | 48     | 29 | 16 | 1   | 2   | 174:139 | +35 | 91     |
| 05.  | EHC Olten                 | 48     | 26 | 13 | 4   | 5   | 176:130 | +46 | 91     |
| 06.  | HC Ajoie                  | 48     | 24 | 16 | 6   | 2   | 202:136 | +66 | 86     |
| 07.  | EHC Visp                  | 48     | 20 | 22 | 2   | 4   | 162:159 | +3  | 68     |
| 08.  | Hockey Thurgau            | 48     | 15 | 26 | 5   | 2   | 135:161 | −26 | 57     |
| 09.  | EHC Winterthur            | 48     | 14 | 31 | 1   | 2   | 121:195 | −74 | 46     |
| 010. | EVZ Academy               | 48     | 10 | 30 | 4   | 4   | 102:180 | −78 | 42     |
| 011. | HCB Ticino Rockets        | 48     | 9  | 29 | 3   | 7   | 127:195 | −68 | 40     |
| 012. | GCK Lions                 | 48     | 9  | 31 | 3   | 5   | 106:184 | −78 | 38     |

### Topscorer
|                    | Spieler              | Mannschaft                | Sp | T  | V  | Pkt | SM | +/- |
| ------------------ | -------------------- | ------------------------- | -- | -- | -- | --- | -- | --- |
| Kanada             | Philip-Michaël Devos | HC Ajoie                  | 48 | 40 | 57 | 97  | 12 | +44 |
| Kanada             | Dominic Forget       | HC La Chaux-de-Fonds      | 46 | 36 | 37 | 73  | 47 | +24 |
| Kanada             | Jonathan Hazen       | HC Ajoie                  | 48 | 34 | 38 | 72  | 62 | +29 |
| Kanada             | Dion Knelsen         | SC Rapperswil-Jona Lakers | 48 | 30 | 39 | 69  | 32 | +31 |
| Kanada             | Jeff Campbell        | SC Langenthal             | 47 | 27 | 42 | 69  | 24 | +37 |
| Kanada             | Brent Kelly          | SC Langenthal             | 47 | 22 | 47 | 69  | 18 | +36 |
| Schweden           | Jacob Berglund       | HC Red Ice                | 48 | 26 | 40 | 66  | 36 | +21 |
| Schweiz            | Stefan Tschannen     | SC Langenthal             | 41 | 28 | 35 | 63  | 16 | +35 |
| Vereinigte Staaten | William Rapuzzi      | EHC Visp                  | 42 | 26 | 29 | 55  | 36 | +7  |
| Kanada             | Jared Aulin          | SC Rapperswil-Jona Lakers | 47 | 19 | 35 | 54  | 24 | +14 |
| Schweiz            | Andrea Glauser 1     | Hockey Thurgau            | 32 | 5  | 10 | 15  | 96 | −19 |

1 Zum Vergleich: Spieler mit den meisten Strafminuten

## Play-offs
Die Play-offs wurden im Modus Best-of-Seven ausgetragen.

### Turnierbaum
| Viertelfinal                                          | Viertelfinal                                          | Viertelfinal                                          |                                                       | Halbfinal                                             | Halbfinal                                             | Halbfinal                                             |   |               | Finale                    | Finale | Finale |
|                                                       |                                                       |                                                       |                                                       |                                                       |                                                       |                                                       |   |               |                           |        |        |
| 1                                                     | SC Langenthal                                         | 4                                                     |                                                       |                                                       |                                                       |                                                       |   |               |                           |        |        |
| 8                                                     | Hockey Thurgau                                        | 0                                                     |                                                       |                                                       |                                                       |                                                       |   |               |                           |        |        |
|                                                       |                                                       |                                                       | 1                                                     | SC Langenthal                                         | 4                                                     |                                                       |   |               |                           |        |        |
|                                                       |                                                       |                                                       | 6                                                     | HC Ajoie                                              | 1                                                     |                                                       |   |               |                           |        |        |
| 2                                                     | HC La Chaux-de-Fonds                                  | 4                                                     |                                                       |                                                       |                                                       |                                                       |   |               |                           |        |        |
| 7                                                     | EHC Visp                                              | 1                                                     |                                                       |                                                       |                                                       |                                                       |   |               |                           |        |        |
| (Die Teams werden nach der ersten Runde neu gesetzt.) | (Die Teams werden nach der ersten Runde neu gesetzt.) | (Die Teams werden nach der ersten Runde neu gesetzt.) | (Die Teams werden nach der ersten Runde neu gesetzt.) | (Die Teams werden nach der ersten Runde neu gesetzt.) | (Die Teams werden nach der ersten Runde neu gesetzt.) | (Die Teams werden nach der ersten Runde neu gesetzt.) | 1 | SC Langenthal | 4                         |        |        |
| (Die Teams werden nach der ersten Runde neu gesetzt.) | (Die Teams werden nach der ersten Runde neu gesetzt.) | (Die Teams werden nach der ersten Runde neu gesetzt.) | (Die Teams werden nach der ersten Runde neu gesetzt.) | (Die Teams werden nach der ersten Runde neu gesetzt.) | (Die Teams werden nach der ersten Runde neu gesetzt.) | (Die Teams werden nach der ersten Runde neu gesetzt.) |   | 4             | SC Rapperswil-Jona Lakers | 3      |        |
| 3                                                     | HC Red Ice                                            | 1                                                     |                                                       |                                                       |                                                       |                                                       |   |               |                           |        |        |
| 6                                                     | HC Ajoie                                              | 4                                                     |                                                       |                                                       |                                                       |                                                       |   |               |                           |        |        |
|                                                       |                                                       |                                                       | 2                                                     | HC La Chaux-de-Fonds                                  | 1                                                     |                                                       |   |               |                           |        |        |
|                                                       |                                                       |                                                       | 4                                                     | SC Rapperswil-Jona Lakers                             | 4                                                     |                                                       |   |               |                           |        |        |
| 4                                                     | SC Rapperswil-Jona Lakers                             | 4                                                     |                                                       |                                                       |                                                       |                                                       |   |               |                           |        |        |
| 5                                                     | EHC Olten                                             | 1                                                     |                                                       |                                                       |                                                       |                                                       |   |               |                           |        |        |
|                                                       |                                                       |                                                       |                                                       |                                                       |                                                       |                                                       |   |               |                           |        |        |

#### Viertelfinal
Die Viertelfinalserien fanden vom 17. Februar bis zum 3. März 2017 statt.
|                           |   |                | Serie | 1   | 2   | 3   | 4   | 5   | 6 | 7 | [HR]  |
| ------------------------- | - | -------------- | ----- | --- | --- | --- | --- | --- | - | - | ----- |
| SC Langenthal             | – | Hockey Thurgau | 4:0   | 2:1 | 4:1 | 3:1 | 2:1 | –   | – | – | [4:0] |
| HC Red Ice                | – | HC Ajoie       | 1:4   | 2:3 | 3:5 | 1:5 | 4:3 | 4:6 | – | – | [2:4] |
| HC La Chaux-de-Fonds      | – | EHC Visp       | 4:1   | 3:6 | 2:0 | 3:2 | 4:3 | 7:2 | – | – | [3:1] |
| SC Rapperswil-Jona Lakers | – | EHC Olten      | 4:1   | 6:2 | 4:2 | 4:1 | 0:3 | 5:2 | – | – | [3:1] |

HR = Hauptrunde

#### Halbfinal
Die Halbfinalserien fanden vom 5. bis 19. März 2017 statt.
|                      |   |                           | Serie | 1         | 2   | 3   | 4         | 5   | 6 | 7 | [HR]  |
| -------------------- | - | ------------------------- | ----- | --------- | --- | --- | --------- | --- | - | - | ----- |
| SC Langenthal        | – | HC Ajoie                  | 4:1   | 7:6 n. V. | 1:2 | 6:3 | 4:3 n. V. | 3:1 | – | – | [4:0] |
| HC La Chaux-de-Fonds | – | SC Rapperswil-Jona Lakers | 1:4   | 2:4       | 2:5 | 3:2 | 1:5       | 1:2 | – | – | [3:1] |

HR = Hauptrunde

### Final
| 21. März 2017 20:00 Uhr | SC Langenthal Rytz, Kelly | 2:5 (0:1, 1:3, 1:1) Spielbericht | SC Rapperswil-Jona Lakers Schmutz, Casutt, Hüsler, Studer, Profico | Eishalle Schoren, Langenthal Zuschauer: 3.815 |

| 24. März 2017 19:45 Uhr | SC Rapperswil-Jona Lakers Aulin, Hüsler, Hügli | 3:2 (0:1, 2:1, 1:0) Spielbericht | SC Langenthal Kelly, Küng | St. Galler Kantonalbank Arena, Rapperswil-Jona Zuschauer: 4.563 |

| 26. März 2017 17:30 Uhr | SC Langenthal Kämpf, Dünner, Kämpf, Pivron | 4:2 (2:0, 0:1, 2:1) Spielbericht | SC Rapperswil-Jona Lakers Brandi, Rizzello | Eishalle Schoren, Langenthal Zuschauer: 4.500 |

| 28. März 2017 19:45 Uhr | SC Rapperswil-Jona Lakers Altorfer, Casutt | 2:3 (1:0, 0:1, 1:2) Spielbericht | SC Langenthal Kelly, Cadonau, Kämpf | St. Galler Kantonalbank Arena, Rapperswil-Jona Zuschauer: 3.945 |

| 31. März 2017 20:00 Uhr | SC Langenthal Primeau, Montandon | 2:0 (0:0, 2:0, 0:0) Spielbericht | SC Rapperswil-Jona Lakers | Eishalle Schoren, Langenthal Zuschauer: 4.500 |

| 2. April 2017 15:45 Uhr | SC Rapperswil-Jona Lakers Grossniklaus, Altorfer, Knelson | 3:1 (1:0, 1:1, 1:0) Spielbericht | SC Langenthal Kelly | St. Galler Kantonalbank Arena, Rapperswil-Jona Zuschauer: 4.830 |

| 4. April 2017 20:00 Uhr | SC Langenthal Tschannen, Füglister, Dünner, Rytz, Pivron | 5:4 (0:1, 2:0, 3:3) Spielbericht | SC Rapperswil-Jona Lakers Casutt, Hutchings, Grossniklaus, Kneisen | Eishalle Schoren, Langenthal Zuschauer: 4.500 |